# Phyllodonta puritana
Phyllodonta puritana là một loài bướm đêm trong họ Geometridae.